# Dina Belenkaïa
Dina Vadimovna Belenkaïa (en russe : Дина Вадимовна Беленькая, en anglais : Dina Belenkaya), née le 22 décembre 1993 à Saint-Pétersbourg, est une joueuse d'échecs russe, grand maître international féminin et maître des sports de Russie. Elle  est affiliée à la Fédération israélienne des échecs depuis mars 2022.

## Biographie et carrière
Dina Belenkaïa apprend à jouer aux échecs à l'âge de 3 ans. C'est sa mère qui lui apprend les règles du jeu. Elle est diplômée de l'Université polytechnique de Saint-Pétersbourg en 2018 et parle russe, anglais et français.
Le premier succès retentissant de Dina Belenkaïa se produit en 2011 à Ivanovo, en Russie, quand, à l'âge de 17 ans, elle remporte la Première Ligue russe, avec 8 points sur 9 et une performance Elo de 2549, soit un point de moins que la norme de grand maître international. À l'open d'Avoine, en France, elle bat ce record personnel en terminant troisième dans ce qui constitue l'un des nombreux opens auquel elle participe cette année-là. Elle obtient un score de 7 points sur 9, en ayant battu quatre maîtres internationaux pour une performance Elo de 2 557.
En mars 2015, elle remporte pour la première fois le championnat d'échecs de Saint-Pétersbourg féminin.
Avec une prestation remarquée au festival d'échecs de Condom, en France, en septembre 2016, Dina Belenkaïa réalise trois normes en un seul tournoi : norme de maître international féminin (MIF), de grand maître international féminin (GMF) et de maître international (MI). Cette victoire est suivie d'un succès à l'Open B de Moscou 2017 : elle termine 3e et se qualifie pour la Coupe de Russie.
En mars 2018 Dina Belenkaïa joue 28 parties simultanées contre des joueurs amateurs dans un tournoi organisé par la Fédération française des échecs à Bayonne ; elle remporte 24 parties. Le même mois, elle remporte pour la deuxième fois le championnat d'échecs de Saint-Pétersbourg,.
En octobre 2018, en tant que membre du club d'échecs de SSHOR, elle termine quatrième de la Coupe d'Europe des clubs d'échecs féminine qui se déroule à Porto Carras, en Grèce.
En avril 2019, elle termine 22e du Championnat d'Europe d'échecs individuel féminin qui se déroule à Antalya, en Turquie et se qualifie pour la Coupe du monde d'échecs féminine 2021 disputée à Sotchi où elle fut éliminée au premier tour Teodora Injac.
En 2020 et 2021, elle remporte à nouveau le championnat d'échecs de la ville de Saint-Pétersbourg, chez les femmes.
En mars 2022, après l'invasion de l'Ukraine par la Russie, Dina Belenkaïa change de fédération et est affiliée à la Fédération israélienne des échecs.
En décembre 2022, elle affronte la joueuse Andrea Botez dans un match de chessboxing. Dina Belenkaïa gagne le match à la suite de l'abandon de son adversaire aux échecs. Andrea Botez se voit également attribuer, après une correction d'arbitrage post-match, la victoire par KO technique. Les deux joueuses recevant chacune une ceinture pour la victoire,.

## Parties notables
Dina Belenkaïa bat Luke McShane lors de l'open Bunratty Masters en 2018, 1-0,.
Ekaterina Kovalevskaïa contre Dina Belenkaïa, avec les Noirs, lors du championnat de Russie d'échecs des clubs féminins, qui se joue à Sotchi en 2018, Défense Caro-Kann, Variante d'échange (B13), 0-1
Rithvik Raja contre Dina Belenkaïa, au Gibraltar Masters 2019, Gambit dame accepté (D27), 0-1